# Carrascal (Surigao du Sud)
Pour les articles homonymes, voir Carrascal.
Carrascal est une localité de la province du Surigao du Sud, aux Philippines. En 2015, elle compte 22 479 habitants.